# Emebet Abossa
Emebet Abossa (* 12. September 1974) ist eine in der Schweiz lebende äthiopische Marathonläuferin.
Ihre Bestzeit von 2:34:39 stellte sie 2003 bei ihrem Gewinn des Lausanne-Marathons auf. Außerdem siegte sie dreimal beim Jungfrau-Marathon (2003 bis 2005), wurde in denselben Jahren jeweils Dritte beim Zürich-Marathon und siegte 1999 beim Marathon des Défi Val-de-Travers.